# Palaestrida bicolor
Palaestrida bicolor là một loài bọ cánh cứng trong họ Meloidae. Loài này được White miêu tả khoa học năm 1846.